# Thomas von Trattner

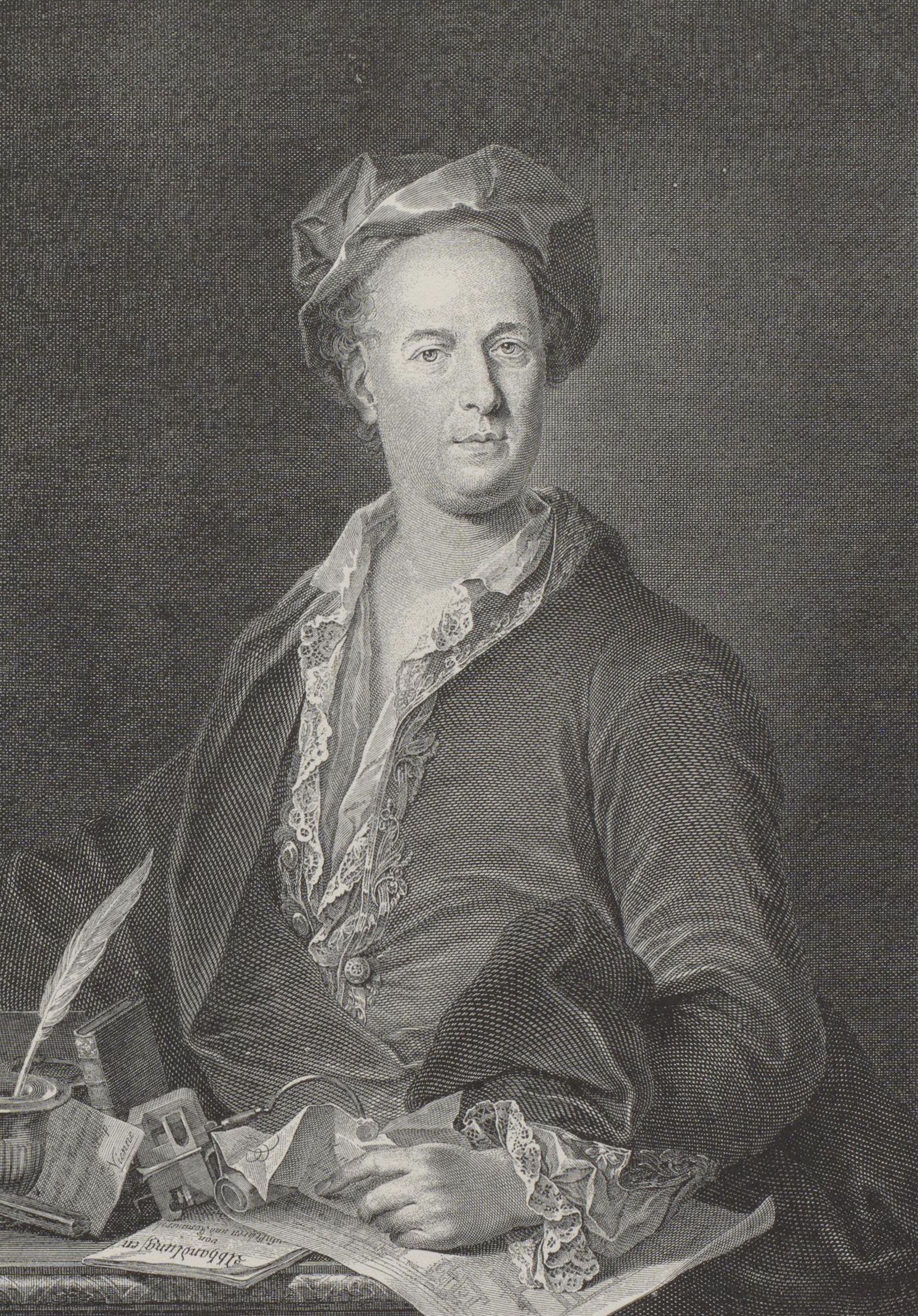
Johann Thomas von Trattner. Stich von Johann Ernst Mansfeld nach einem Gemälde von Joseph Hickel, 1770

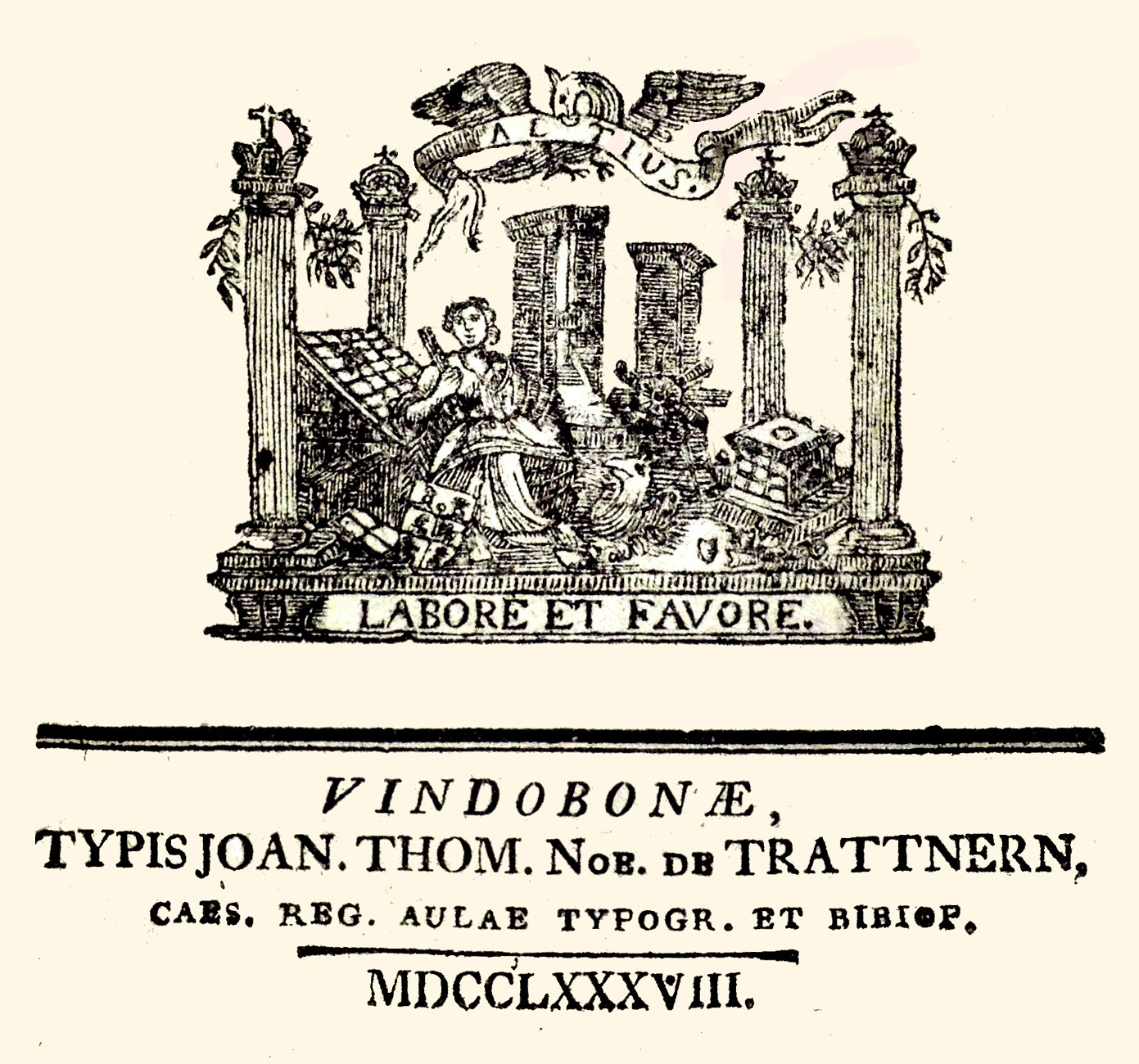
Verlagszeichen von Trattner, mit Leitspruch „Altius labore et favore“

Johann Thomas Trattner, seit 1764 Edler von Trattnern, (* 20. Dezember 1719 in Jormannsdorf, Königreich Ungarn; † 31. Juli 1798 in Wien) war ein österreichischer Hof-Buchdrucker, Buchhändler und Verleger, Reichsritter, Edelmann des Königreichs Ungarn, Herr der Herrschaft Ebergassing und niederösterreichischer Landmann. 

## Leben
Trattner stammte aus einfachen Verhältnissen und war der Sohn eines Landwirts evangelischen Glaubens. Seine Eltern starben in seiner frühesten Kindheit. Trattner wurde danach von einer Tante in Wiener Neustadt, Niederösterreich, aufgezogen und lernte in der Schule nur die elementaren Kenntnisse des Lesens, Schreibens und Rechnens. Nachdem er einige Jahre auf einem Bauernhof gearbeitet hatte, konnte er 1735, mit 16 Jahren, beim Buchdrucker Samuel Müller in die Lehre gehen.
Auf Empfehlung seines Lehrherrn erhielt Trattner nach seiner Lehre 1739 eine Anstellung als Schriftsetzer beim Hofbuchdrucker Johann Peter van Ghelen in Wien, dessen große Bibliothek er eifrig zur Weiterbildung benützte.
Nach einigen Jahren konnte sich Trattner als Verleger selbstständig machen, indem er 1748 die Druckerei von Johann Jakob Jahn erwarb. Durch sein kaufmännisches Geschick schuf er daraus bald ein blühendes Unternehmen. Mittels Billigangeboten gelang es Trattner, dass der Orden der Jesuiten beinahe alle seine Lehrbücher und Traktate bei ihm drucken ließ.
Auf Fürsprache von Gerard van Swieten, dem Leibarzt von Kaiserin Maria Theresia, wurde Trattner 1752 von ihr zum Hofbuchdrucker ernannt. Diese Funktion trat er noch im selben Jahr als Nachfolger seines Lehrherrn Ghelen an. Verbunden damit war das Privileg, alle in Österreich benötigten Schul- und Lehrbücher herstellen zu dürfen. Trattner errichtete dazu in der Wiener Vorstadt Lerchenfeld einen Großbetrieb.
In den nächsten Jahren konnte Trattner seine Firma zu einem Konzern ausbauen, da er Papiermühlen, Bleigießereien und Buchbindereien als Filialen in der ganzen Habsburgermonarchie aufkaufte oder selbst gründete.
Schon zuvor hatte Trattner, bedingt durch die politische Lage im Heiligen Römischen Reich (bzw. den deutschsprachigen Ländern), kostengünstig die Werke deutscher und schweizerischer Schriftsteller wie Johann Wolfgang von Goethe, Friedrich Schiller, Johann Gottfried Herder, Gotthold Ephraim Lessing, Christoph Martin Wieland u. a. nachgedruckt. Nicht nur, dass diese Autoren, wie damals üblich, keinerlei Tantiemen bekamen, viele dieser Werke wurden von Trattner nach der österreichischen Zensur „entschärft“ und damit z. T. erheblich entstellt. Dadurch machte sich Trattner besonders in den norddeutschen Gebieten erbitterte Feinde unter den dortigen Buchhändlern und Verlegern, die durch Trattners Nachdrucke deutliche finanzielle Verluste hinnehmen mussten.
Zu seinen schärfsten Gegnern gehörte der Leipziger Verleger Philipp Erasmus Reich, der Mitte des 18. Jahrhunderts gegen den Nachdruck seiner und anderer erfolgreicher sächsischer Werke vorging. Im Weiteren gehörte Trattner den Reichsbuchhändlern an, die gegen die Einführung des in Leipzig durch Reich initiierten Nettohandels im deutschen Buchwesen des 18. Jahrhunderts aktiv vorgingen, indem sie die nun deutlich teureren, aber auch begehrteren Werke der norddeutschen Verleger nachdruckten und eine neue Handelsform für den Buchhandel forderten.

Vignette auf dem Titelblatt von Alois Blumauers „Aeneis“, Band 2, 1785

Kritikern gegenüber verwies Trattner immer auf die spezielle Rechtslage in Österreich, welche ihm den Nachdruck erlaube bzw. eben nicht unter Strafe stelle.
Der Nachdruck eines Werkes ist eben nur eine Sache des Handels (Kauf und Verkauf), also ein ... bloßes Negotium, das keinem braven Drucker verwehrt werden könne.
Darüber hinaus konnte er sich mit seinen Privilegien der Protektion des Kaiserhofs in Wien sicher sein.
Als mit der Zeit auch österreichische Schriftsteller unter diesem Missbrauch zu leiden begannen, ließ Aloys Blumauer auf das Titelblatt seiner Travestirten Aeneide eine Vignette setzen, welche ein Rudel Hunde zeigt, das sich über einen menschlichen Kopf hermacht. Einer der Hunde trägt ein Halsband mit den Buchstaben „T.v.T.“. Im Text der Aeneide wird das Bild erläutert: die Hunde seien Nachdrucker, die sich an einem Dichterhaupt vergehen.
1764 wurde Trattner von Kaiser Franz Stephan von Lothringen mit dem Prädikat Edler von Trattnern (sic!) in den Reichsritterstand erhoben und nannte sich seitdem Johann Thomas Edler von Trattner. Seit 1773 verlegte er in Varaždin in Kroatien (damals innerhalb der Habsburgermonarchie), und von 1776 bis 1793 in Agram (Zagreb, Kroatien), wo er auch die deutsche Zeitung Kroatischer Korrespondent verlegte.

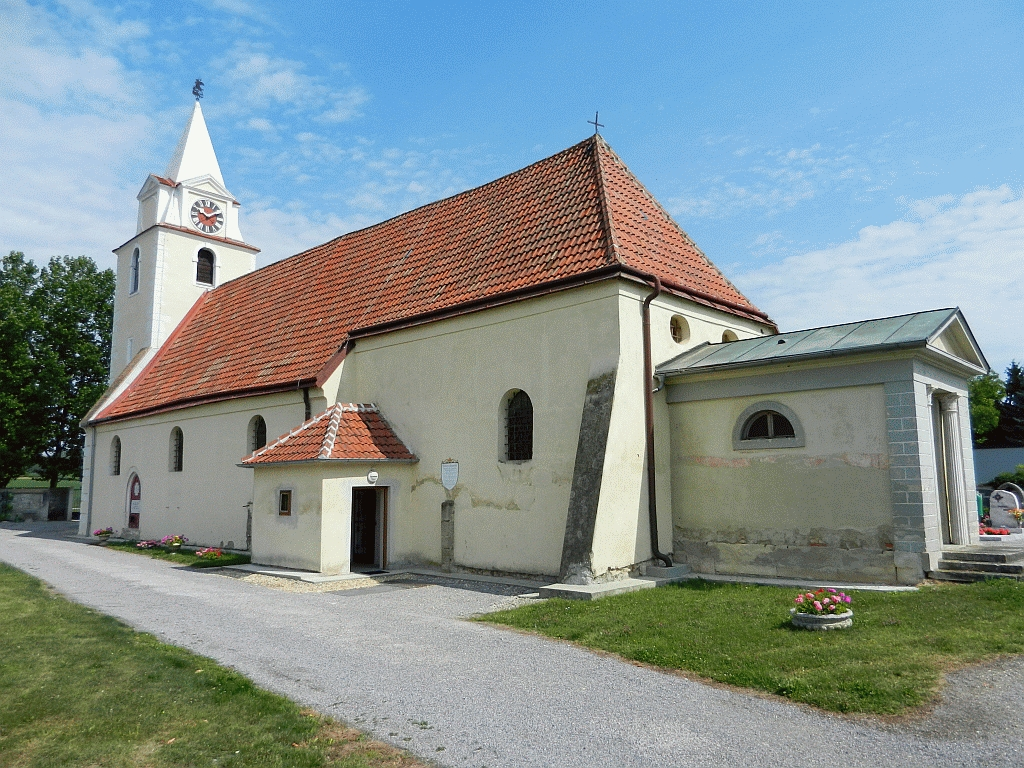
An die Kirche angebaut (rechts im Bild) die Grabstätte von Johann Thomas von Trattner.

### Privates
Trattner heiratete seine erste Frau Anna von Retzenheim am 9. August 1750. Sie starb 53-jährig am 15. Mai 1775, wurde in der Gruft der heutigen Alserkirche beigesetzt und später in die Gruft in Wienerherberg in Niederösterreich, südöstlich von Wien, umgebettet. (Der Ort gehörte zu seiner Herrschaft Ebergassing.) Am 15. September 1776 heiratete er Maria Theresia Nagel (1758–1793) in der Pfarrkirche von Wienerherberg. 
Am Graben in der Wiener Innenstadt kaufte Trattner 1773 den Freisingerhof und ließ von Peter Mollner ein Gebäude erbauen, das unter dem Namen Trattnerhof bekannt wurde und bis 1911 bestand. Nach dem Abriss des Trattnerhofs wurde an dessen Stelle 1912 zwischen zwei Neubauten die Gasse Trattnerhof angelegt.
Thomas von Trattner verstarb 1798 im Alter von 81 Jahren in Wien. Seine letzte Ruhe fand er in einer an die Kirche von Wienerherberg angebauten Grabkapelle. Er war in Österreich neben Johann Peter van Ghelen (1673–1754) und Joseph Gerold (1749–1800) einer der großen Verleger seiner Zeit.